# Santa Maria Maggiore (Bergamo)

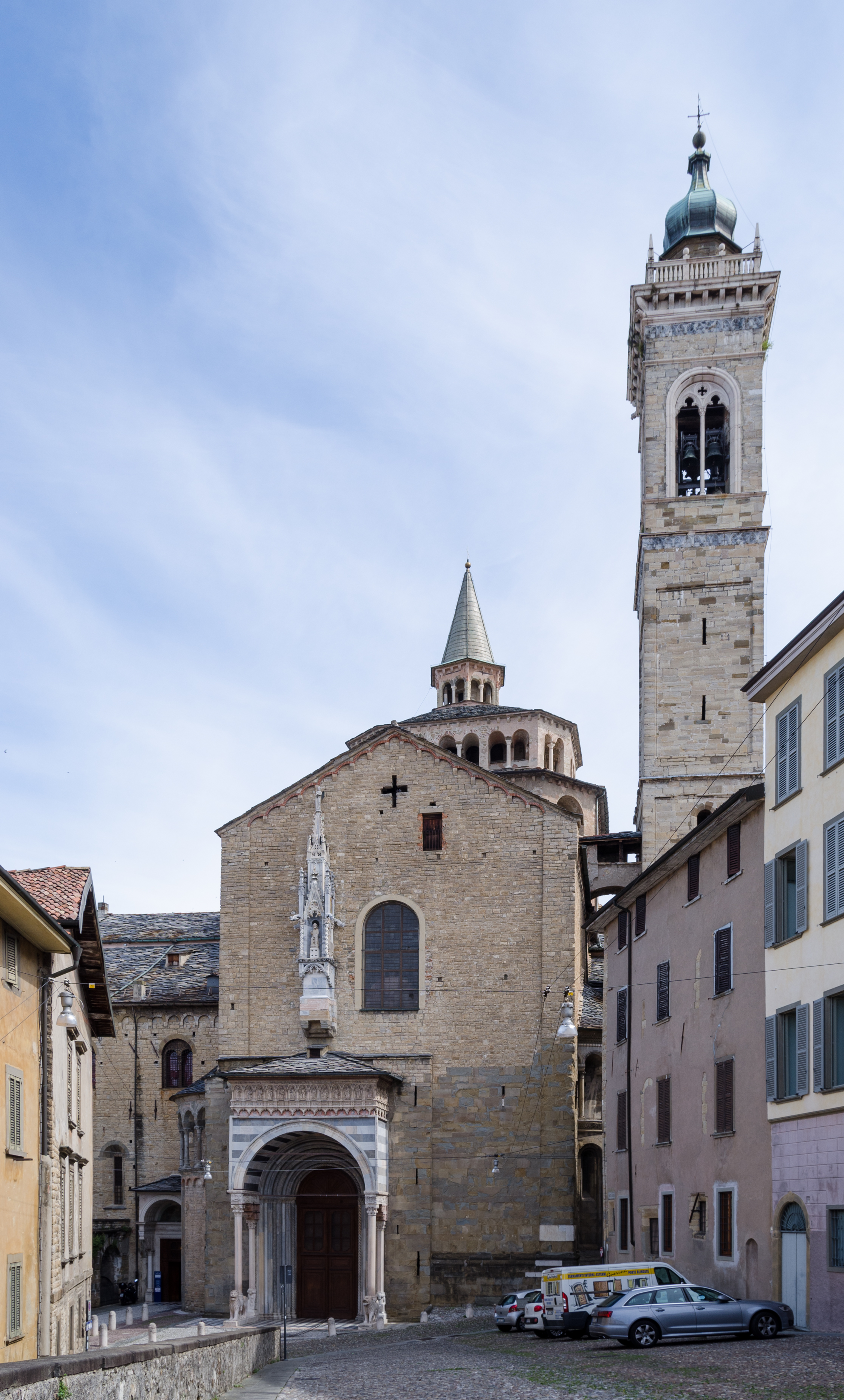
Südfassade der Kirche Santa Maria Maggiore

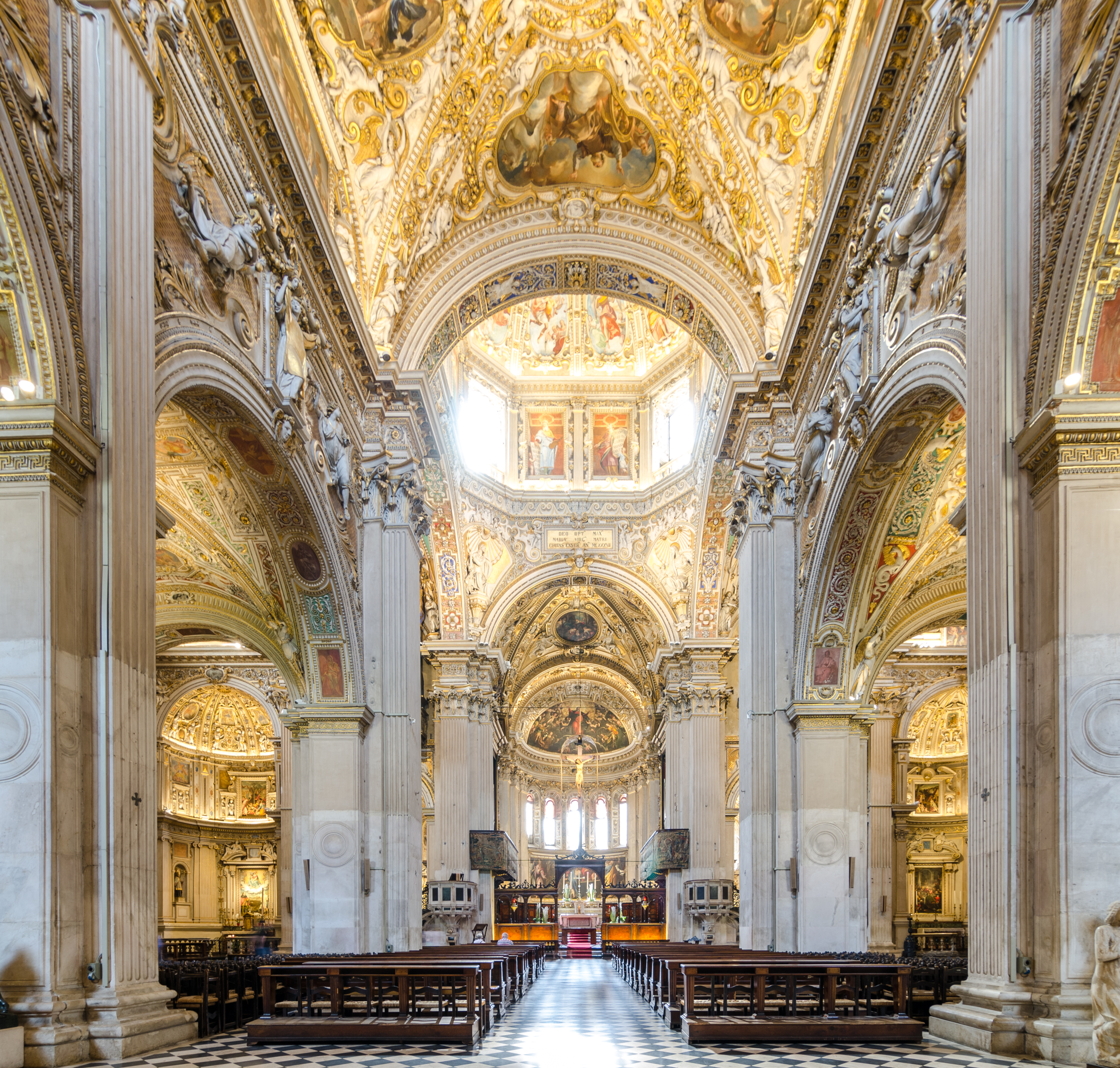
Innenansicht des Mittelschiffs

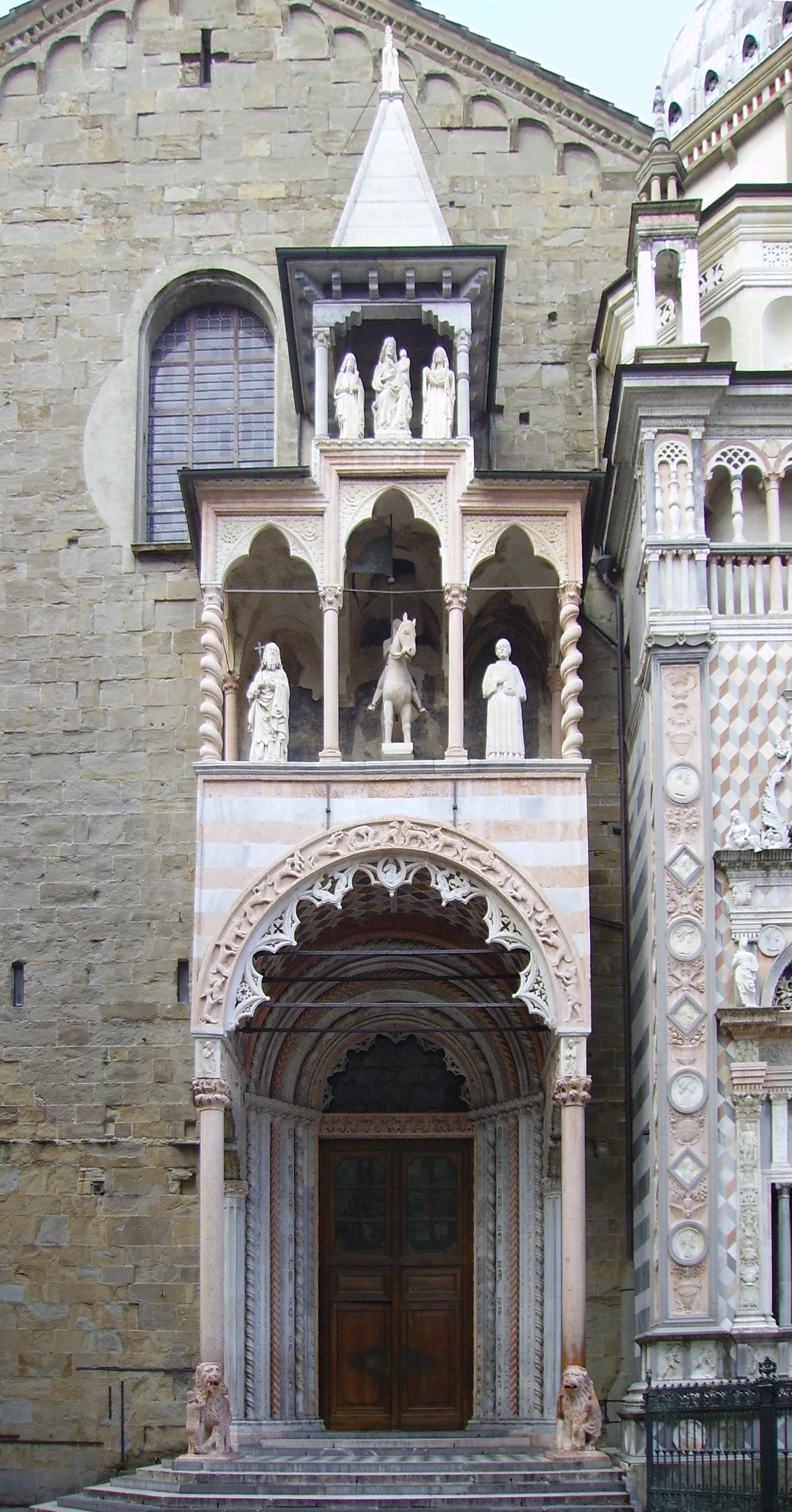
Vorhalle mit Nordportal

Die römisch-katholische Kirche Santa Maria Maggiore in Bergamo in der Lombardei ist eine Basilika. Der Bau wurde 1137 begonnen und blieb unvollendet. Die nördliche Querhausfassade mit der Vorhalle wurde um 1350 geschaffen.

## Bauwerk
Das Nordportal (Porta dei Leoni rossi) ist mit einer aufwändig gestalteten, 1353 datierten und im 14. Jahrhundert überarbeiteten Vorhalle überdacht. Ein Rundbogen mit Maßwerkgliederung aus spitzbogigen Kleeblattbögen wird von zwei Säulen gestützt. Der Bogen über dem eigentlichen Portal ist in ähnlicher Weise ein mit Spitzbögen verzierter Rundbogen. Die Arkade der Loggia über der Eingangshalle besteht passend dazu ganz aus spitzbogigen Kleeblattbögen. Die tragenden Säulen vor dem Eingang ruhen auf Löwen aus rotem Veroneser Marmor. Eine Säule auf einem Löwen ist ein Sinnbild für die Überwindung des Bösen, daher sehr häufig an Kircheneingängen anzutreffen. Ikonographisch deuten die Löwen auf die Funktion der Vorhalle als Rechtsstätte hin. In der Archivolte des Rundbogens ist eine Jagdszene dargestellt. Über dem Bogen öffnet sich eine Loggia mit drei Arkaden mit spitzen Kleeblattbögen, in der Statuen der Heiligen Barnabas, Vinzenz und Alexander (zu Pferd) stehen. Über ihrer Mitte überdacht eine weitere Loggia eine Madonna mit dem Kind, flankiert von den bergamaskischen Heiligen Asteria und Grata. Das ursprüngliche romanische Portal selbst stammt aus dem 12., die gotische Ausstattung aus dem 13. Jahrhundert.
Dem Südportal (Porta dei Leoni bianchi) ist eine einfacher gestalteten Vorhalle von 1360 vorgelagert. Die äußeren Säulen ruhen auf weißen Löwen; das innere Säulenpaar wird von je einer männlichen und einer weiblichen kauernden Figur gestützt.

## Innenraum
Der Innenraum ist eine ursprünglich romanische (von 1173), später barockisierte dreischiffige Emporenbasilika mit emblematischen Intarsien nach Entwürfen Lorenzo Lottos in den Chorschranken sowie mit den Denkmälern und Gräbern der Komponisten Gaetano Donizetti und Johann Simon Mayr.

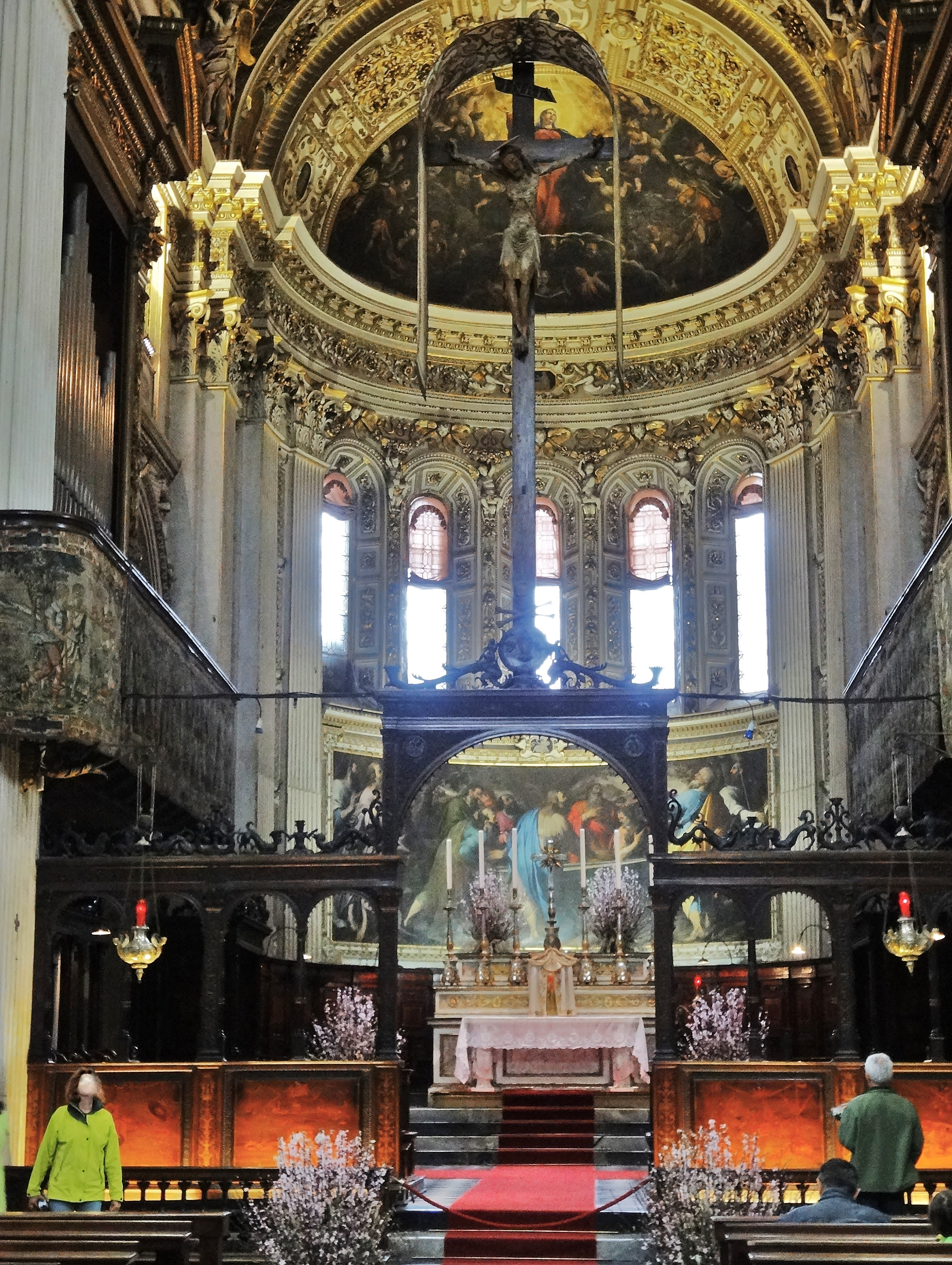
Blick in das Presbyterium
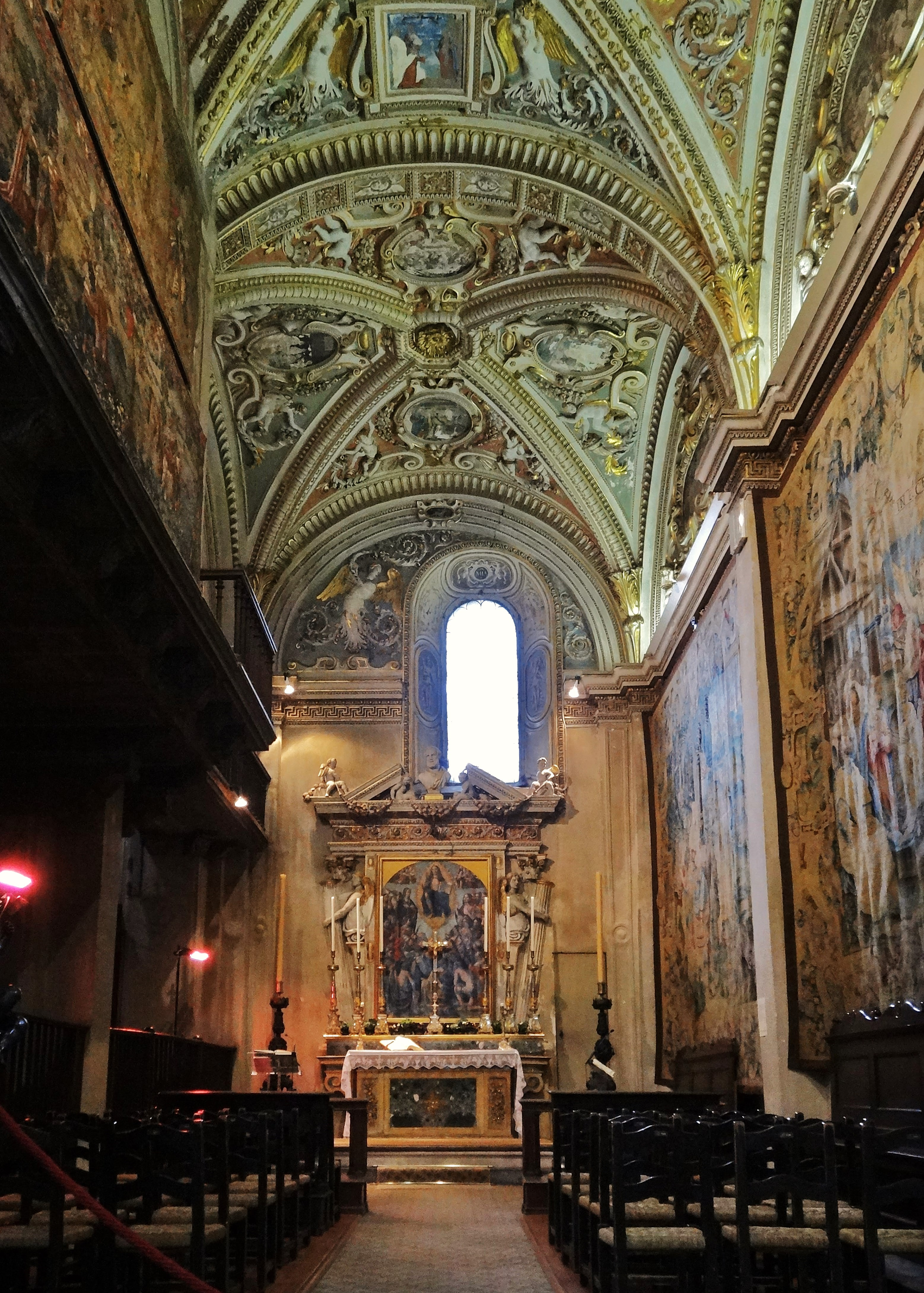
Der rechte Seitenchor
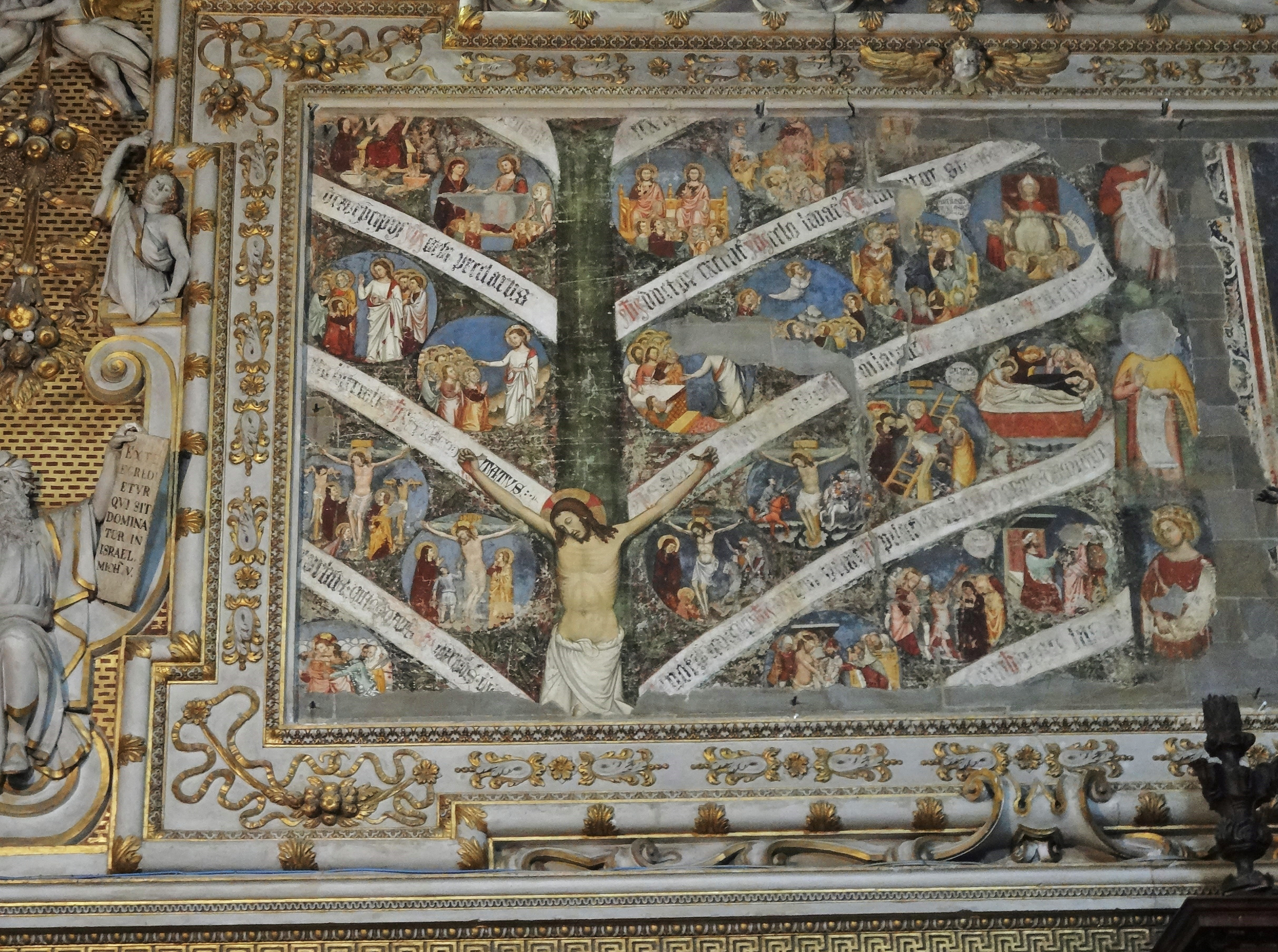
Fresko von 1347 im rechten Querschiffarm
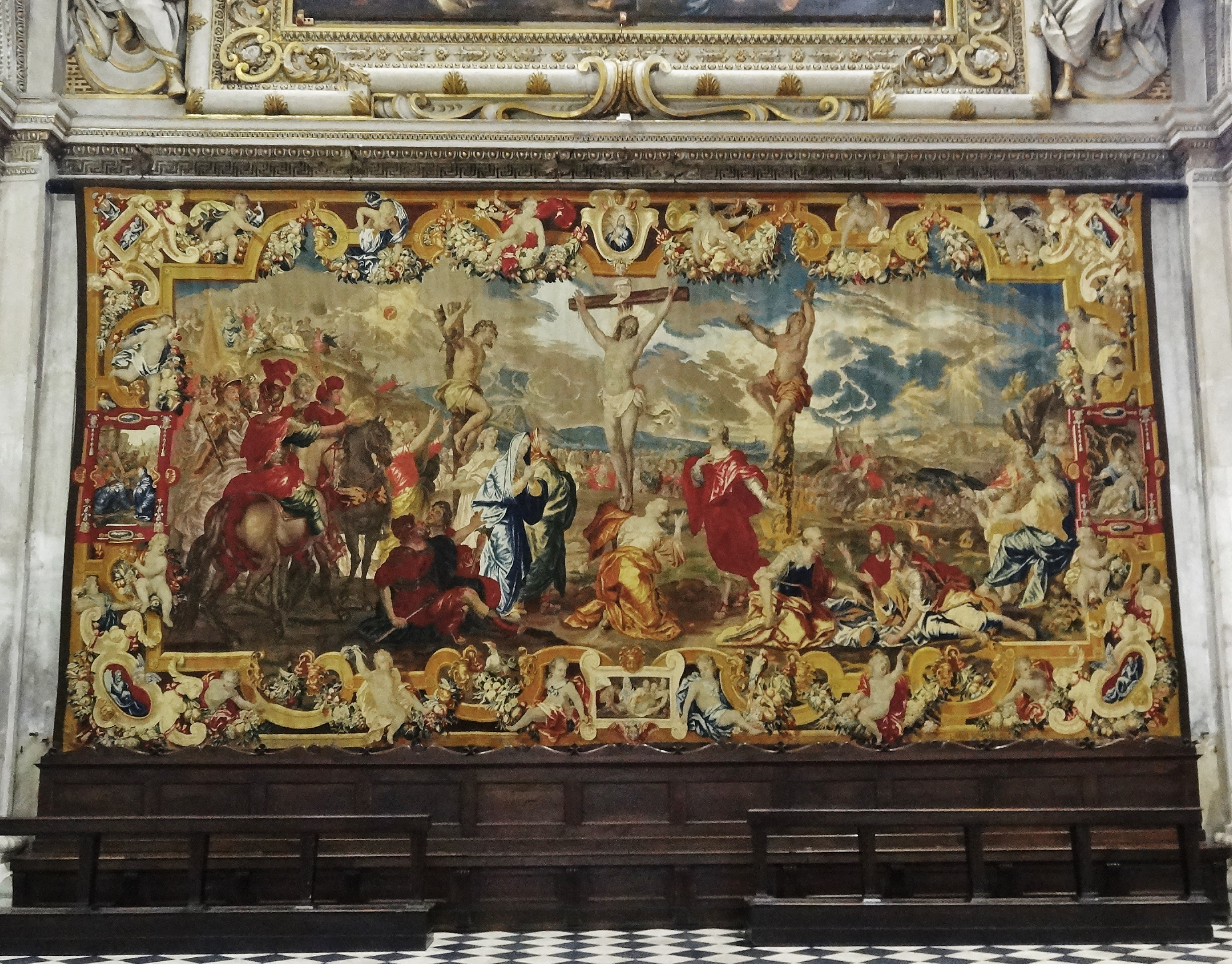
Wandteppich flämischer Herkunft (1696–98) mit Kreuzigungsszene
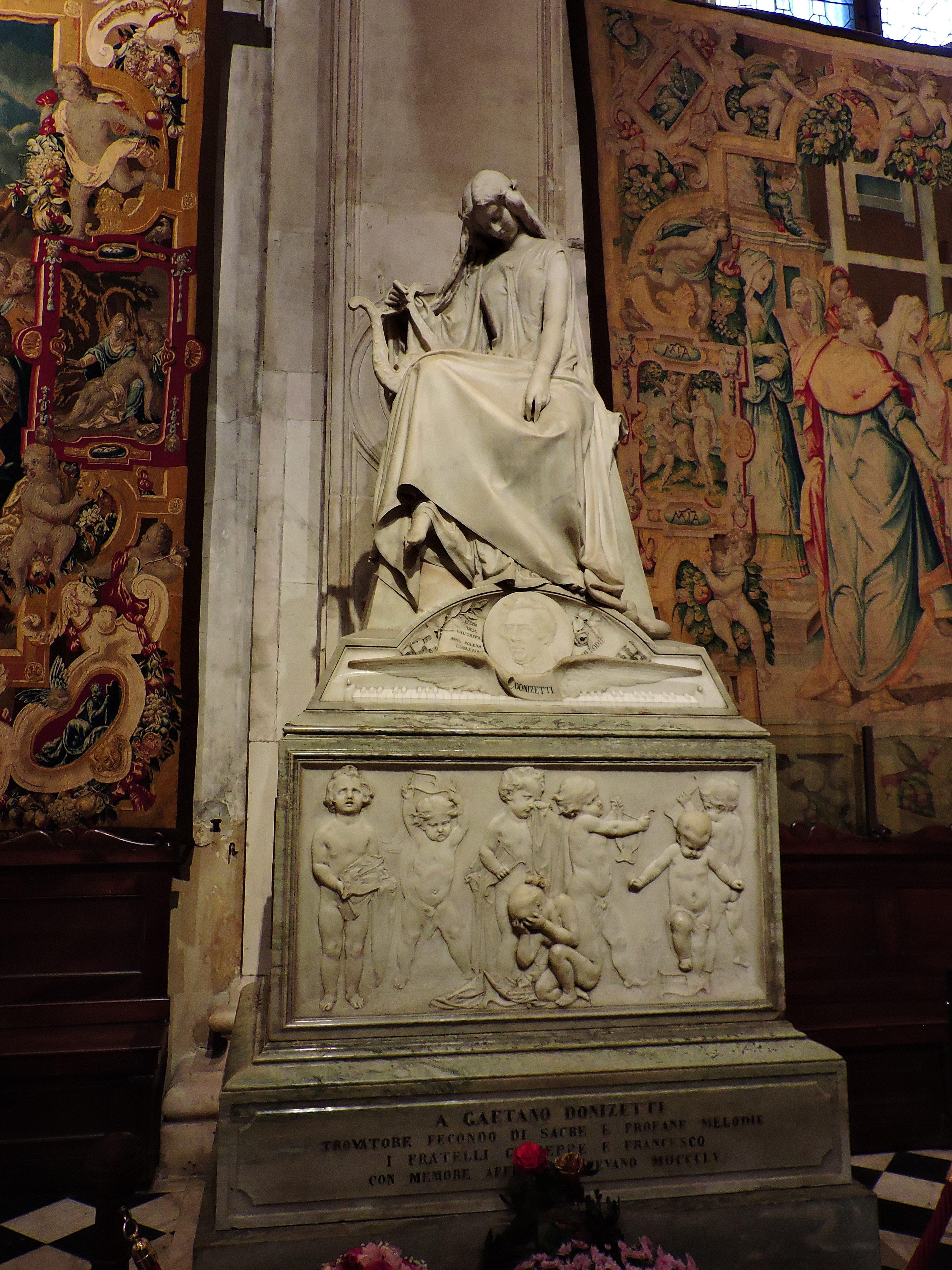
Grabmal von Gaetano Donizetti
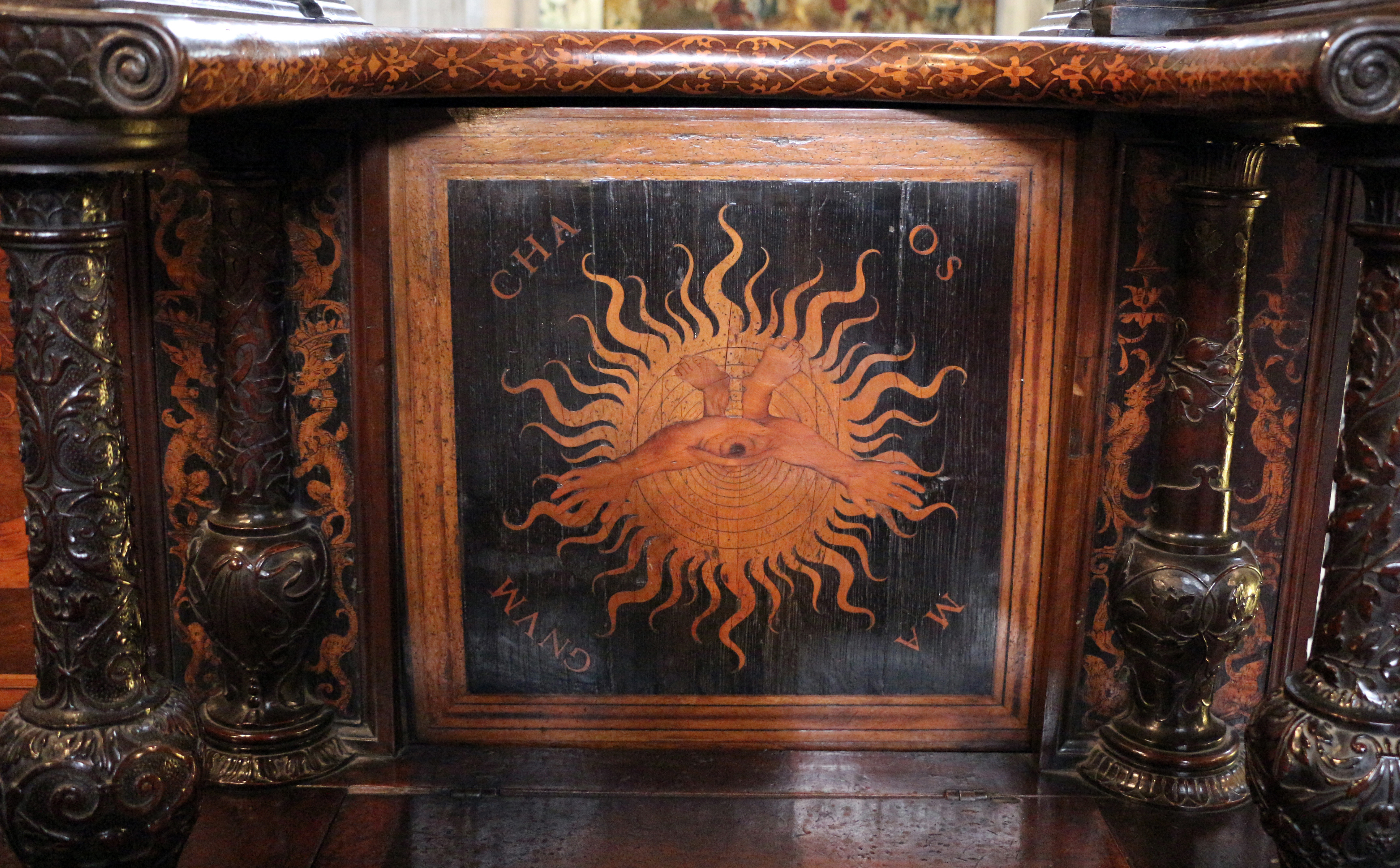
Giovan Francesco Capoferri und Luciano da Imola nach Entwürfen Lorenzo Lottos: Magnum Chaos (die große gähnende Leere), Intarsie, Chorgestühl
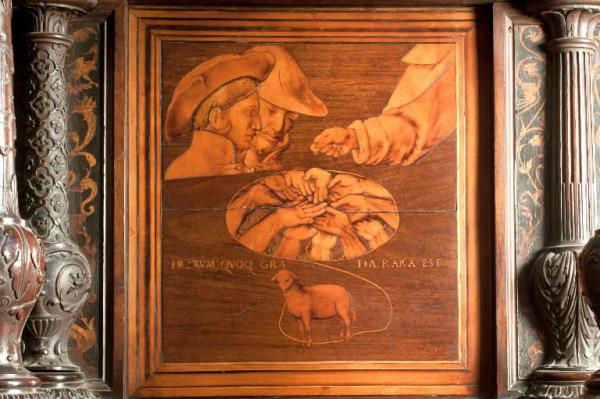
Giovan Francesco Capoferri und Luciano da Imola nach Entwürfen Lorenzo Lottos: Der Verkauf des Joseph, 1524–1531, Intarsie, Chorgestühl
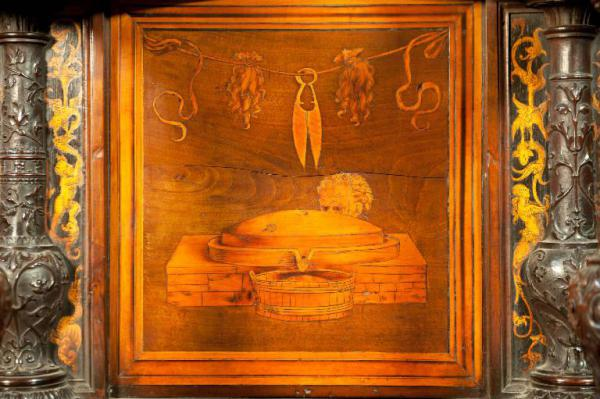
Giovan Francesco Capoferri und Luciano da Imola nach Entwürfen Lorenzo Lottos: Samson und Dalilah, 1524–1531, Intarsie, Chorgestühl

## Orgel
Die Orgel von Santa Maria Maggiore wurde 1915 von dem Orgelbauer Carlo Vegezzi Bossi erbaut, und in den Jahren 1948 und zuletzt 1992 von den Orgelbauern Gebr. Ruffatti restauriert und erweitert. Aufgestellt ist das Instrument auf den beiden Sängertribünen in der Apsis. Es lässt sich über einen fahrbaren Spieltisch ansteuern, der im Kirchenraum in der Nähe des Altars aufgestellt ist. Die Orgel hat 62 Register auf drei Manualen und Pedal. Die Spiel- und Registertrakturen sind elektrisch.
| I Positivo Espressivo C–c4 |       |
| Bordone                    | 16′   |
| Eufonio                    | 8′    |
| Corno dolce                | 8′    |
| Salicionale                | 8′    |
| Gamba                      | 8′    |
| Ottava                     | 4′    |
| Flauto ottaviante          | 4′    |
| Flauto in Duodecima        | 2 ⁄3′ |
| Piccolo                    | 2′    |
| Cornetto III               | 2 ⁄3′ |
| Unda maris                 | 8′    |
| Tromba dolce               | 8′    |
| Clarinetto                 | 8′    |
| Tremolo                    |       |

| II Grand'Organo C-c4 |        |
| Principale           | 16′    |
| Principale I         | 8′     |
| Principale II        | 8′     |
| Flauto traverso      | 8′     |
| Dulciana             | 8′     |
| Gamba                | 8′     |
| Quinta               | 5 1⁄3′ |
| Ottava I             | 4′     |
| Ottava II            | 4′     |
| Flauto a camino      | 4′     |
| Duodecima            | 2 ⁄3′  |
| Decimaquinta         | 2′     |
| Cornetto III         | 2 ⁄3′  |
| Ripieno Grave VI     | 2′     |
| Ripieno Acuto VIII   | 1′     |
| Trombone             | 16′    |
| Tromba               | 8′     |
| Clarone              | 4′     |

| III Espressivo C-c4 |     |
| Controgamba         | 16′ |
| Voce corale         | 8′  |
| Principalino        | 8′  |
| Bordone             | 8′  |
| Viola gamba         | 8′  |
| Viola celeste       | 8′  |
| Concerto viole      | 8′  |
| Flauto armonico     | 4′  |
| Voce Eterea         | 4′  |
| Ottava Eolina       | 4′  |
| Ottavina            | 2′  |
| Ripieno V           | 2′  |
| Tuba mirabilis      | 8′  |
| Oboe                | 8′  |
| Voce corale piano   | 8′  |
| Voce corale forte   | 8′  |

| Pedale C-g1    |         |
| Subbasso       | 32′     |
| Contrabbasso   | 16′     |
| Principale     | 16′     |
| Bordone        | 16′     |
| Violone        | 16′     |
| Armonica       | 16′     |
| Gran Quinta    | 10 2⁄3′ |
| Ottava         | 8′      |
| Bordone        | 8′      |
| Violoncello    | 8′      |
| Quinta         | 5 1⁄3′  |
| Ottava         | 4′      |
| Ripieno VIII   | 4′      |
| Controbombarda | 32′     |
| Bombarda       | 16′     |

## Gräber von Persönlichkeiten
- Grabstätte von Gaetano Donizetti
- Grabstätte von Johann Simon Mayr